# Свети Петър (Голем град)
Вижте пояснителната страница за други значения на Свети Петър.
„Свети Петър“ (на македонска литературна норма: „Свети Петар“) е средновековна църква, разположена на острова в Голямото преспанско езеро Голем град, Северна Македония. Църквата е изписана в XIV век.
Тя е построена около 1360 година, по време на управлението на цар Вълкашин. В църквата се влиза през два входа от западната и южната стена. Нейната архитектура е добре запазена, а реконструкция последно е извършена в 1934 година. Църквата е подчертано висока сграда без купол, изградена от тухли и ломен камък. Фреските в църквата са съхранени слабо в източната, западната и южната стена и отчасти на южната фасада. На източната стена е представено Благовещение на Пресвета Богородица. На южната стена в непосредствена близост до олтарното пространство са изписани светци в цял ръст както. На западната част на южната стена видими са останките от композицията Среща на Йоаким и Ана, Рождение Богородично, Първите стъпки на Богородица и други.
До църквата се намира единственият конак, който е построен в XIX век и който се смята, че се ползва в миналото за живеене на църковните служители, които също така и укривали нелегалните български революционери.
В църквата е представена една композиция с изключително тематично значение. Става дума за фреската, където за първи път е представена обсадата на Цариград от персите и аварите в 626 година. Тази тема по-късно ще се превърне в една от най-честите в изписването на църквите в Молдова. Сред композициите си струва да се спомене и композицията „Бягство в Египет“, която рядко се среща в средновековни църкви в Македония.